# Cratere Rhexenor
Rhexenor è un cratere sulla superficie di Teti.